# Johann Christoph Bach
Johann Christoph Bach (16 iunie 1671 - 22 februarie 1721) a fost un muzician al familiei Bach. El a fost cel mai mare dintre frații lui Johann Sebastian Bach care au supraviețuit copilăriei.

## Viața
Johann Christoph s-a născut la Erfurt în iunie 1671, cu câteva luni înainte ca familia să se mute la Eisenach, unde Johann Sebastian s-a născut paisprezece ani mai târziu ca ultimul copil.  În 1686, Johann Christoph a fost trimis la Erfurt pentru a studia sub Johann Pachelbel pentru următorii trei ani.  Până la sfârșitul uceniciei sale a fost organist în biserica Sf. Toma din acest oraș pentru o scurtă perioadă de timp, urmată de câteva luni la Arnstadt, unde locuiau mai multe rude Bach. 
În 1690 Johann Christoph a devenit organist la Michaeliskirche la Ohrdruf. În octombrie 1694 s-a căsătorit cu Dorothea von Hof.   Mama sa Maria Elisabeth Lämmerhirt murise la începutul acelui an, iar tatăl său, Johann Ambrosius Bach, a murit în martie anul următor. Doi frați mai mici, Johann Jacob și Johann Sebastian , care până atunci locuiau cu tatăl lor în Eisenach, au venit să locuiască cu familia lui Johann Christoph din Ohrdruf. La vremea aceea, Johann Jacob avea treisprezece ani, iar Johann Sebastian nici măcar zece. Cei cinci fii ai lui Johann Christoph s-au născut între 1695 și 1713. 
Johann Christoph a devenit profesorul de clape al fratelui său cel mai mic sau, cel puțin, Johann Sebastian „a pus bazele tehnicii sale de tastatură” sub îndrumarea fratelui său cel mai mare.  Primele biografii ale lui Johann Sebastian sunt povestite de o anecdotă: 
| “ | "Cei mai renumiți compozitori Clavier din acea zi au fost Froberger , Fischer , Johann Caspar Kerl , Pachelbel , Buxtehude , Bruhns și Böhm. Johann Christoph deținea o carte care conținea mai multe piese ale acestor maeștri, iar [Johann Sebastian] Bach l-a implorat cu seriozitate, dar fără efect. Refuzând să-i crească hotărârea, și-a pus planurile de a obține cartea fără știrea fratelui său. Acesta era păstrat pe un raft cu cărți, care avea o față îngroșată. Mâinile lui Bach erau mici. Introducerea, a pus mâna pe carte, a rostogolit-o și a scos-o. Cum nu i se permitea o lumânare, nu putea să o copie decât în nopțile de lumină a lunii și au trecut șase luni înainte de a-și termina sarcina grea. De îndată ce a fost finalizat, a așteptat cu nerăbdare să folosească în secret o comoară câștigată de atâta muncă. Dar fratele său a găsit copia și a luat-o de la el fără milă și nici Bach nu a recuperat-o până la moartea fratelui său, la scurt timp după aceea. | ” |

Totuși, fratele nu murise „la scurt timp după aceea”.  După ce a rămas cu fratele său timp de cinci ani, Johann Sebastian a părăsit Ohrdruf, alături de corul Conventului Sf. Mihail de la Lüneburg.  În jurul timpului, Johann Sebastian a părăsit Lüneburg câțiva ani mai târziu a compus un Cappricio pentru fratele său cel mai mare, BWV 993.  În anii care au urmat, Johann Christoph a copiat mai multe compoziții ale fratelui său mai mic. 
Toți fiii lui Johann Christoph au devenit muzicieni, trei dintre ei la Ohrdruf.  A murit, la 49 de ani, în Ohrdruf.